# Teatro Romano di Verona

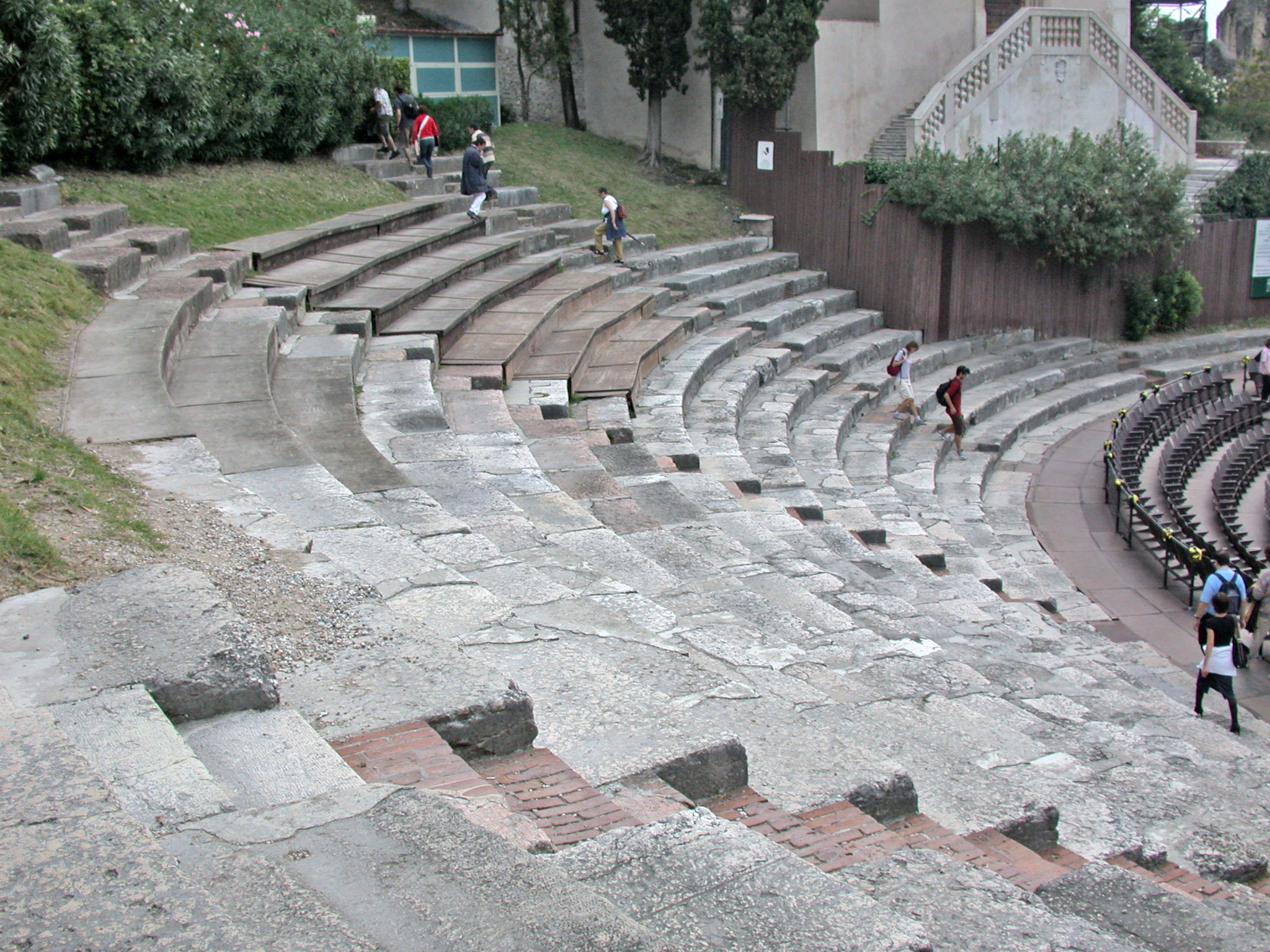
Die oberen Ränge

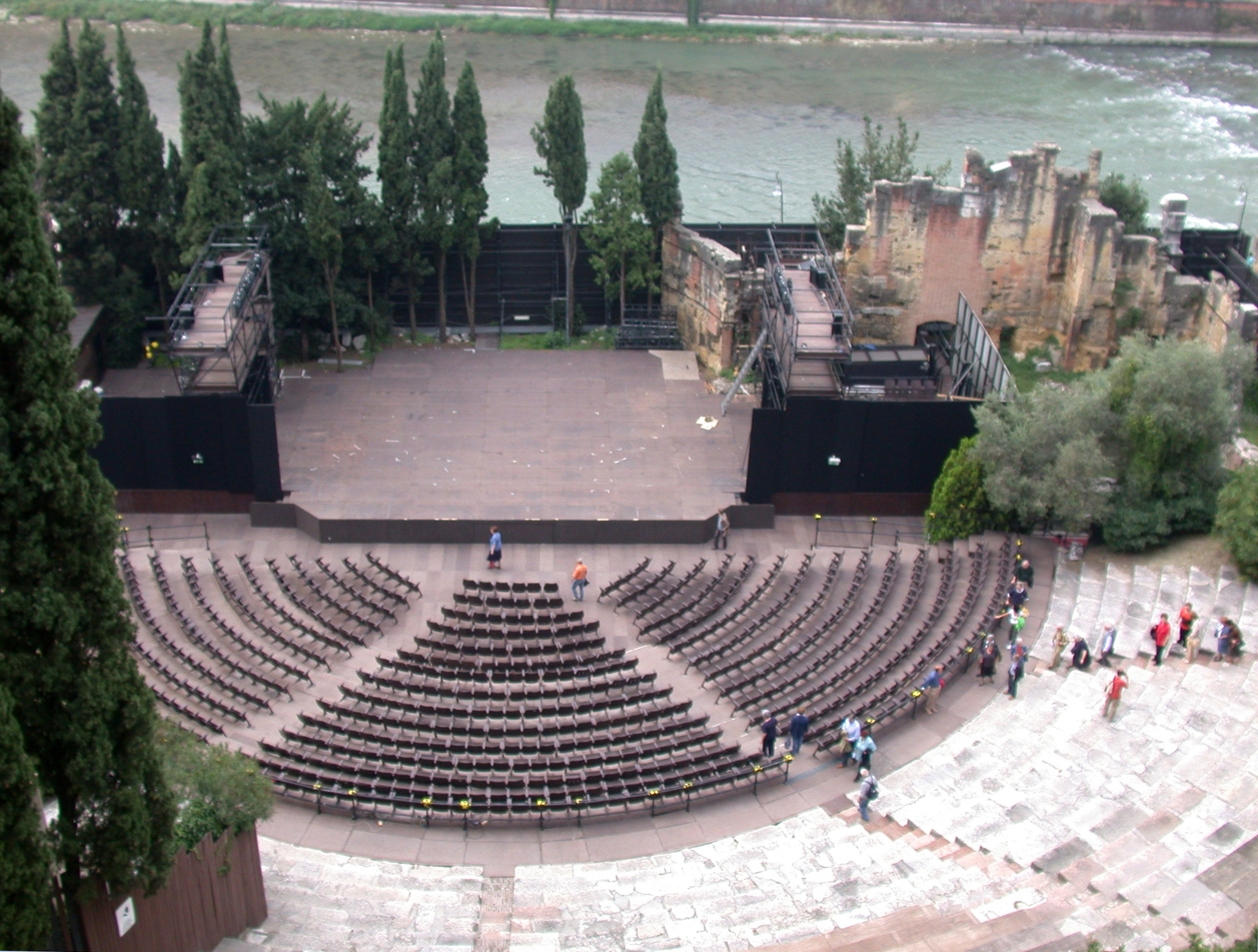
Blick vom Archäologischen Museum

Das Teatro Romano di Verona ist ein antikes römisches Theater in der norditalienischen Stadt Verona in Venetien. Es befindet sich in unmittelbarer Nähe zum Zentrum der Altstadt am linken Ufer der Etsch am markanten Flussknick etwa 70 Meter stromabwärts der Ponte Pietra und 1,1 Kilometer nordnordöstlich der Arena di Verona. Der 105 Meter weite Halbkreis des Theaters öffnet sich zur Flussseite und liegt am Fuße des Colle San Pietro mit dem Castel San Pietro. 

## Geschichte
Errichtet wurde das Theater um 20 v. Chr. als prachtvoller, großer Bau mit einer mächtigen scaena (Bühnenkomplex), einer Orchestra, weit ausladenden Rängen aus Marmor, mehreren Bogengängen und zwei reich geschmückten Eingängen. Ausgestattet war der Bau mit zahlreichen Statuen und Loggias und diente lange Zeit als Spielstätte für Schauspieldarbietungen. Nach dem Niedergang des Römischen Reiches verfiel das Theater jedoch infolge des Witterungseinflusses und mangelnder Pflege.
Im Jahre 1834 kaufte der aus Verona stammende Andrea Monga auf eigene Kosten die Häuser und Hütten, welche inzwischen über dem Theater gebaut worden waren und ließ diese abreißen. In der Folge finanzierte er auch die Ausgrabung und die teilweise Rekonstruktion der antiken Anlage. Die oberen Ränge waren erhalten geblieben, die unteren jedoch waren ebenso wie die gesamte monumentale Frontseite zum Fluss, verfallen und nicht mehr zu rekonstruieren.
Heutzutage ist das Teatro Romano di Verona für Besucher geöffnet und eine beliebte Touristenattraktion. Im Bereich der Zuschauerreihen sind architektonische Dekorelemente des ursprünglichen Baus, Inschriften und Steinmonumente aus der Römerzeit bewahrt. In unregelmäßigen Abständen finden auf der Bühne wieder Vorführungen statt, wozu die baufälligen unteren Sitzreihen durch Plastikstühle ersetzt wurden. Den Colle San Pietro hinauf ziehen sich zahlreiche Ruinen, die zum ehemaligen antiken Theaterkomplex zählen, weiter hangaufwärts befindet sich das Archäologische Museum im Römischen Theater in den Gemäuern des ehemaligen Klosters der Jesuaten.